# Eleccions legislatives d'Israel de 2009
Les eleccions legislatives d'Israel de 2009, les divuitenes de l'Estat d'Israel, foren convocades per a elegir els diputats de la Kenésset, el parlament israelià, per a un mandat de quatre anys. Es van celebrar el 10 de febrer de 2009.

## Antecendents
El Partit Laborista Israelià, soci de la coalició de govern amb Kadima amenaçà amb fer caure el govern si Olmert dimitia després de les investigacions policials sobre presumpta corrupció durant els seus mandats com a ministre i com a alcalde de Jerusalem i va presentar la seva renúncia a Peres el 21 de setembre de 2008. El 23 de setembre de 2008, Peres va demanar a Tzipi Livni, líder del partit Kadima, que formés un nou govern, però no ho va aconseguir i es va haver de convocar eleccions anticipades, previstes originalment el 2010.

## Sistema electoral
L'elecció dels diputats és per un sistema de representació proporcional sense representació geogràfica amb un llindar electoral del 2%.

## Resultats

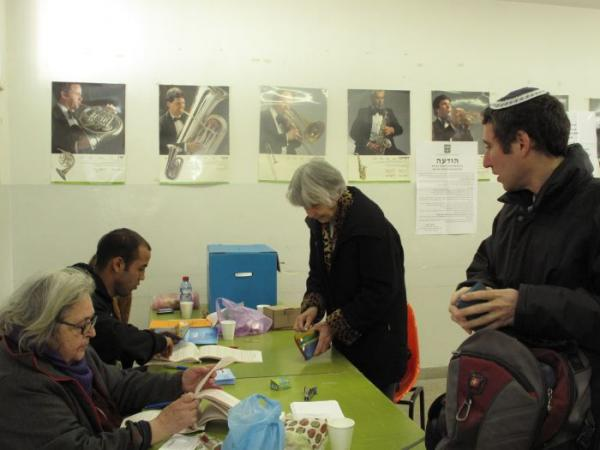
Persones votant durant les eleccions de 2006

Els escons després d'aquestes eleccions van quedar repartits en:
|  | Kadima                    | 758.032 | 22,47% | 28 | -1  |
|  | Likkud                    | 729.054 | 21,61% | 27 | +15 |
|  | Israel Beitenu            | 394.577 | 11,70% | 15 | +4  |
|  | Partit Laborista Israelià | 334.900 | 9,93%  | 13 | -5  |
|  | Xas                       | 286.300 | 8,49%  | 11 | -1  |
|  | Judaisme Unit de la Torà  | 147.954 | 4,49%  | 5  | -1  |
|  | Llista Àrab Unida - Ta'al | 113.954 | 3,38%  | 4  | -   |
|  | Unió Nacional             | 112.570 | 3,34%  | 4  | -2  |
|  | Hadaix                    | 112.130 | 3,32%  | 4  | +1  |
|  | Nou Moviment - Mérets     | 99.611  | 2,95%  | 3  | -2  |
|  | La Llar Jueva             | 96.765  | 2,87%  | 3  | -   |
|  | Balad                     | 83.739  | 2,48%  | 3  | -   |
|  | Moviment Verd - Meimad    | 27.737  | 0,82%  | -  | -1  |
|  | Guil                      | 17.571  | 0,52%  | -  | -7  |

## Formació de govern
El Kadima va ser, contra tot pronòstic, el partit més votat i amb més escons, però no va poder formar govern per la falta de suport a l'hora de bastir una aliança que li donés la majoria absoluta. En canvi, hi havia una majoria conservadora i religiosa, liderada pel Likkud que va pactar amb Israel Beitenu, el Partit Laborista Israelià i el Xas per a formar majoria i donar el càrrec de Primer Ministre d'Israel al seu líder Binyamín Netanyahu.